# Гэмбун

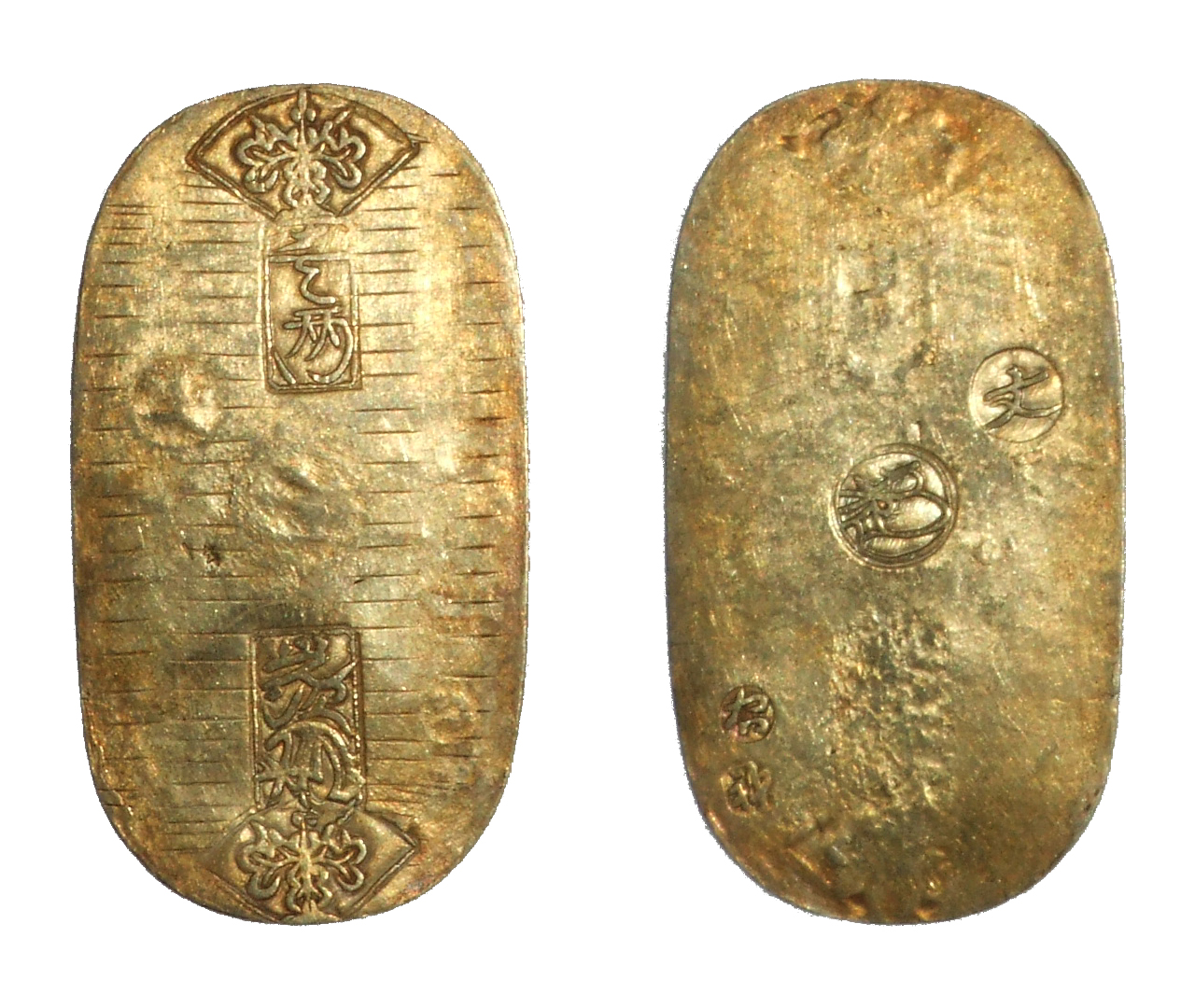
Золотая монета

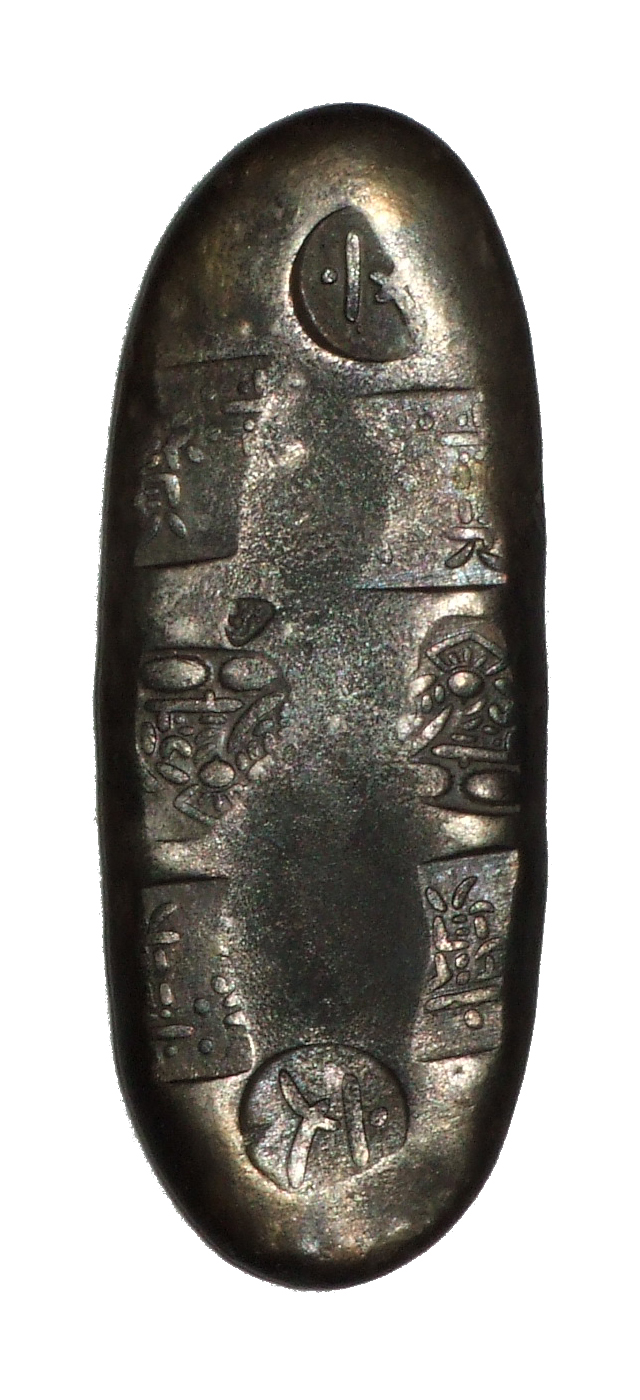
Серебряная монета

Гэмбун (яп. 元文 гэмбун, первоначальная любезность) — девиз правления (нэнго) японского императора Сакурамати, использовавшийся с 1736 по 1741 год.

## Продолжительность
Начало и конец эры:
- 28-й день 4-й луны 21-го года Кёхо (по григорианскому календарю — 7 июня 1736);
- 27-й день 2-й луны 6-го года Гэмбун (по григорианскому календарю — 12 апреля 1741).

## Происхождение
Название нэнго было заимствовано из 3-го цзюаня древнекитайского сочинения «Вэньсюань»:「武創元基、文集大命、皆体天作制、順時立政」.

## События
- 1736 год (1-й год Гэмбун) — денежная реформа[8];
- 1737 год (11-я луна 2-го года Гэмбун) — в западной части небосвода была замечена комета[8];
- 1738 год (3-й год Гэмбун) — император прошёл церемонию дайдзёсай (великий праздник вкушения урожая при возведении на трон)[8];
- 1739 года (4-й год Гэмбун) — в Эдо были отлиты железные монеты[8];
- 1739 года (4-й год Гэмбун) — Витус Беринг прибыл к берегам Японии; в японской историографии суда иностранцев в период Гэмбун известны как «чёрные корабли» (яп. 元文の黒船)
- 1739 года (4-й год Гэмбун) — крестьянское Восстание годов Гэмбун (яп. 元文一揆 Гэмбун икки)
- 1739 года (4-й год Гэмбун) — Итакура Кацуканэ убил в замке Эдо Хосокаву Эттю-но-ками и затем покончил жизнь самоубийством; сёгун Токугава Ёсимунэ лично позаботилсяо благополучии семьи убийцы[9];
- 8 августа 1740 года (16-й день 7-й луны 5-го года Гэмбун) — сильное наводнение в Хэйан-кё, смывшее мост Сандзё[10];
- 11 января 1741 года (24-й день 11-й луны 5-го года Гэмбун) — впервые за последние 280 лет была проведена церемония Ниинамэ-но мацури (благодарственные моления после окончания жатвы)[10];
- 12 января 1741 года (25-й день 11-й луны 5-го года Гэмбун) — прошёл Праздник Обильного света (тоё-но акари-но сэтиэ) — пир в честь урожая, который устраивался после подношения богам первого риса во дворце[10];

## Сравнительная таблица
Ниже представлена таблица соответствия японского традиционного и европейского летосчисления. В скобках к номеру года японской эры указано название соответствующего года из 60-летнего цикла китайской системы гань-чжи. Японские месяцы традиционно названы лунами.
| 1-й год Гэмбун (Огненный Дракон)        | 1-я луна*       | 2-я луна   | 3-я луна  | 4-я луна* | 5-я луна  | 6-я луна* | 7-я луна*  | 8-я луна              | 9-я луна*   | 10-я луна* | 11-я луна  | 12-я луна                |                |
| --------------------------------------- | --------------- | ---------- | --------- | --------- | --------- | --------- | ---------- | --------------------- | ----------- | ---------- | ---------- | ------------------------ | -------------- |
| Григорианский календарь                 | 12 февраля 1736 | 12 марта   | 11 апреля | 11 мая    | 9 июня    | 9 июля    | 7 августа  | 5 сентября            | 5 октября   | 3 ноября   | 2 декабря  | 1 января 1737            |                |
| Юлианский календарь                     | 1 февраля 1736  | 1 марта    | 31 марта  | 30 апреля | 29 мая    | 28 июня   | 27 июля    | 25 августа            | 24 сентября | 23 октября | 21 ноября  | 21 декабря               |                |
| 2-й год Гэмбун (Огненная Змея)          | 1-я луна*       | 2-я луна   | 3-я луна  | 4-я луна  | 5-я луна* | 6-я луна  | 7-я луна*  | 8-я луна*             | 9-я луна    | 10-я луна* | 11-я луна  | 11-я луна (високосная) * | 12-я луна      |
| Григорианский календарь                 | 31 января 1737  | 1 марта    | 31 марта  | 30 апреля | 30 мая    | 28 июня   | 28 июля    | 26 августа            | 24 сентября | 24 октября | 22 ноября  | 22 декабря               | 20 января 1738 |
| Юлианский календарь                     | 20 января 1737  | 18 февраля | 20 марта  | 19 апреля | 19 мая    | 17 июня   | 17 июля    | 15 августа            | 13 сентября | 13 октября | 11 ноября  | 11 декабря               | 9 января 1738  |
| 3-й год Гэмбун (Земляная Лошадь)        | 1-я луна*       | 2-я луна   | 3-я луна  | 4-я луна* | 5-я луна  | 6-я луна* | 7-я луна   | 8-я луна*             | 9-я луна    | 10-я луна* | 11-я луна  | 12-я луна*               |                |
| Григорианский календарь                 | 19 февраля 1738 | 20 марта   | 19 апреля | 19 мая    | 17 июня   | 17 июля   | 15 августа | 14 сентября           | 13 октября  | 12 ноября  | 11 декабря | 10 января 1739           |                |
| Юлианский календарь                     | 8 февраля 1738  | 9 марта    | 8 апреля  | 8 мая     | 6 июня    | 6 июля    | 4 августа  | 3 сентября            | 2 октября   | 1 ноября   | 30 ноября  | 30 декабря               |                |
| 4-й год Гэмбун (Земляная Коза)          | 1-я луна        | 2-я луна*  | 3-я луна  | 4-я луна* | 5-я луна  | 6-я луна  | 7-я луна*  | 8-я луна              | 9-я луна*   | 10-я луна  | 11-я луна* | 12-я луна                |                |
| Григорианский календарь                 | 8 февраля 1739  | 10 марта   | 8 апреля  | 8 мая     | 6 июня    | 6 июля    | 5 августа  | 3 сентября            | 3 октября   | 1 ноября   | 1 декабря  | 30 декабря               |                |
| Юлианский календарь                     | 28 января 1739  | 27 февраля | 28 марта  | 27 апреля | 26 мая    | 25 июня   | 25 июля    | 23 августа            | 22 сентября | 21 октября | 20 ноября  | 19 декабря               |                |
| 5-й год Гэмбун (Металлическая Обезьяна) | 1-я луна*       | 2-я луна   | 3-я луна* | 4-я луна* | 5-я луна  | 6-я луна  | 7-я луна*  | 7-я луна (високосная) | 8-я луна    | 9-я луна*  | 10-я луна  | 11-я луна*               | 12-я луна      |
| Григорианский календарь                 | 29 января 1740  | 27 февраля | 28 марта  | 26 апреля | 25 мая    | 24 июня   | 24 июля    | 22 августа            | 21 сентября | 21 октября | 19 ноября  | 19 декабря               | 17 января 1741 |
| Юлианский календарь                     | 18 января 1740  | 16 февраля | 17 марта  | 15 апреля | 14 мая    | 13 июня   | 13 июля    | 11 августа            | 10 сентября | 10 октября | 8 ноября   | 8 декабря                | 6 января 1741  |
| 6-й год Гэмбун (Металлический Петух)    | 1-я луна*       | 2-я луна   | 3-я луна* | 4-я луна* | 5-я луна  | 6-я луна* | 7-я луна   | 8-я луна              | 9-я луна*   | 10-я луна  | 11-я луна  | 12-я луна*               |                |
| Григорианский календарь                 | 16 февраля 1741 | 17 марта   | 16 апреля | 15 мая    | 13 июня   | 13 июля   | 11 августа | 10 сентября           | 10 октября  | 8 ноября   | 8 декабря  | 7 января 1742            |                |
| Юлианский календарь                     | 5 февраля 1741  | 6 марта    | 5 апреля  | 4 мая     | 2 июня    | 2 июля    | 31 июля    | 30 августа            | 29 сентября | 28 октября | 27 ноября  | 27 декабря               |                |

* звёздочкой отмечены короткие месяцы (луны) продолжительностью 29 дней. Остальные месяцы длятся 30 дней.